# あんしん母と子の産婦人科連絡協議会
一般社団法人あんしん母と子の産婦人科連絡協議会（あんしんははとこのさんふじんかれんらくきょうぎかい）は、行政と医療機関が連携して特別養子縁組に取り組むために作られたネットワークのこと。
14道府県の計20の産婦人科や医療者が参加する。2013年9月に結成された。

## 参加医療施設

### 特別養子縁組取り扱い医療施設
- さめじまボンディングクリニック（埼玉県）
- 神野レディスクリニック（滋賀県）
- 田中病院（山口県）
- 福田病院（熊本県）

### 養子縁組希望者に対して相談に応じる医療施設
- 慶愛病院（北海道）
- 森産婦人科病院（北海道）
- 札幌マタニティ・ウィメンズホスピタル （北海道）
- なないろレディースクリニック（茨城県）
- ひたちなか母と子の病院（茨城県）
- 荒木病院（石川県）
- ヤナセクリニック（三重県）
- 小阪産病院（大阪府）
- 上田病院（兵庫県）
- あまがせ産婦人科（福岡県）
- 宮原レディースクリニック（大分県）
- 岩永レディスクリニック（大分県）
- 島原マタニティ病院（長崎県）